# Quschoqy
Quschoqy (kasachisch Қушоқы) ist eine Siedlung in Kasachstan.
Der Ort mit 4308 Einwohnern befindet sich im Rajon Buqar-Schyrau im Norden des Gebiets Qaraghandy.
Postleitzahl: 100413.